# 布拉戈拉圣若望堂
布拉戈拉圣若望堂（San Giovanni in Bragora）是一座罗马天主教教堂，位于意大利威尼斯城堡区。

## 历史
它建立于8世纪初，据称是由奥德尔佐的圣玛克诺所建；在下一个世纪，总督重建了该堂，以保存据称是圣若翰洗者的圣髑。教宗保禄二世（1417年）和作曲家安东尼奥·维瓦尔第神父（1678年）都是在该堂受洗。
目前的外观是上次装修（1475年至1505年）的结果，保留了巴西利卡平面，但增加了当地哥特式风格的砖砌立面。内部有西玛·达·科内利亚诺（Cima da Conegliano）的作品“基督的洗礼”（1492年）和“圣妇赫利纳和君士坦丁在十字架”（1501-1503）；阿尔维斯·维瓦里尼（Alvise Vivarini）描绘了天花板壁画。
“布拉戈拉”一词的起源尚不清楚，可能源于希腊语的广场（agorà），指教堂前的广场；也可能源于方言“Bragora”（“市场”）或“bragolare”（“钓鱼”）；还可能来自“brago”这个词，意思是泥巴，因为威尼斯诸岛从前是一片沼泽。

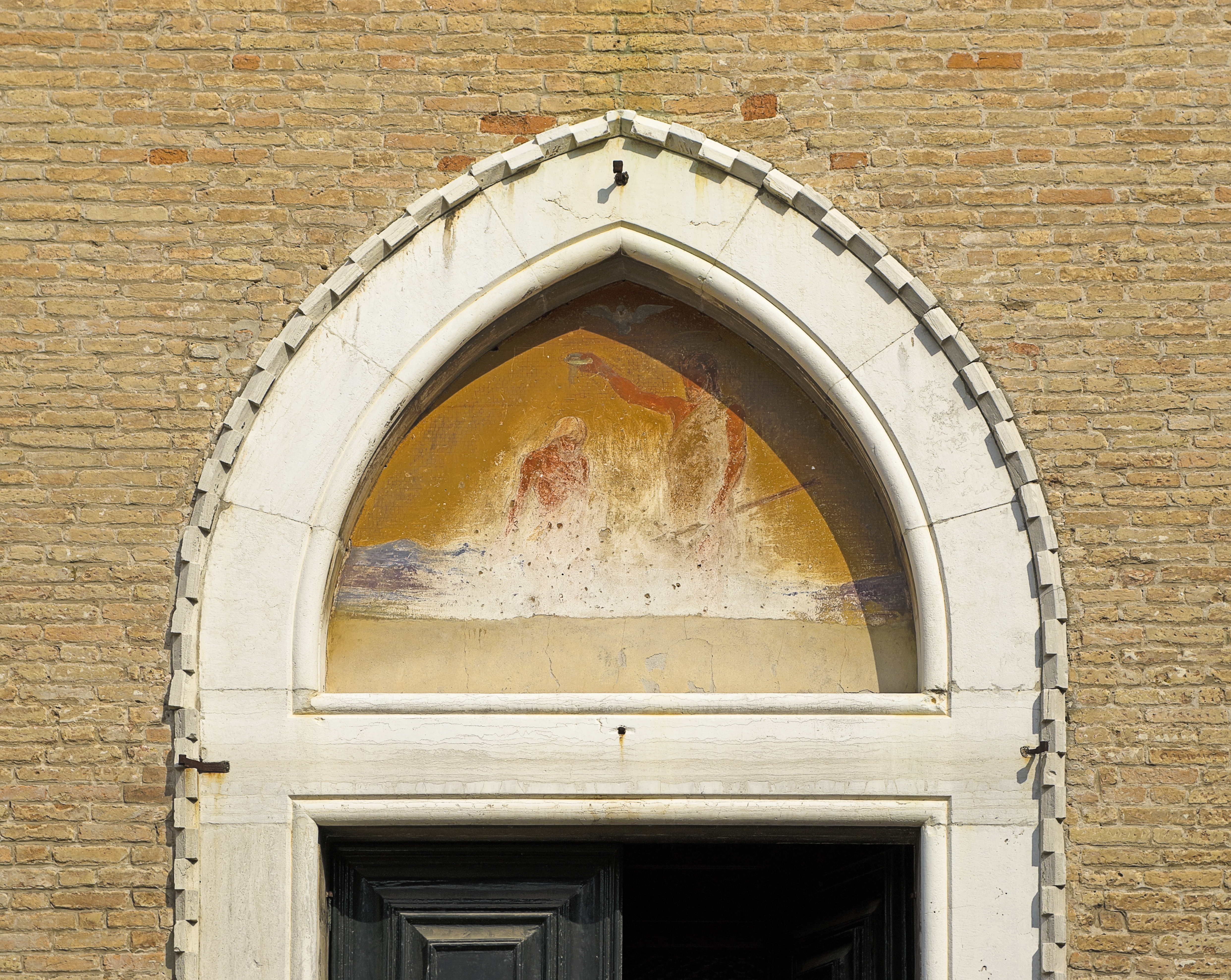
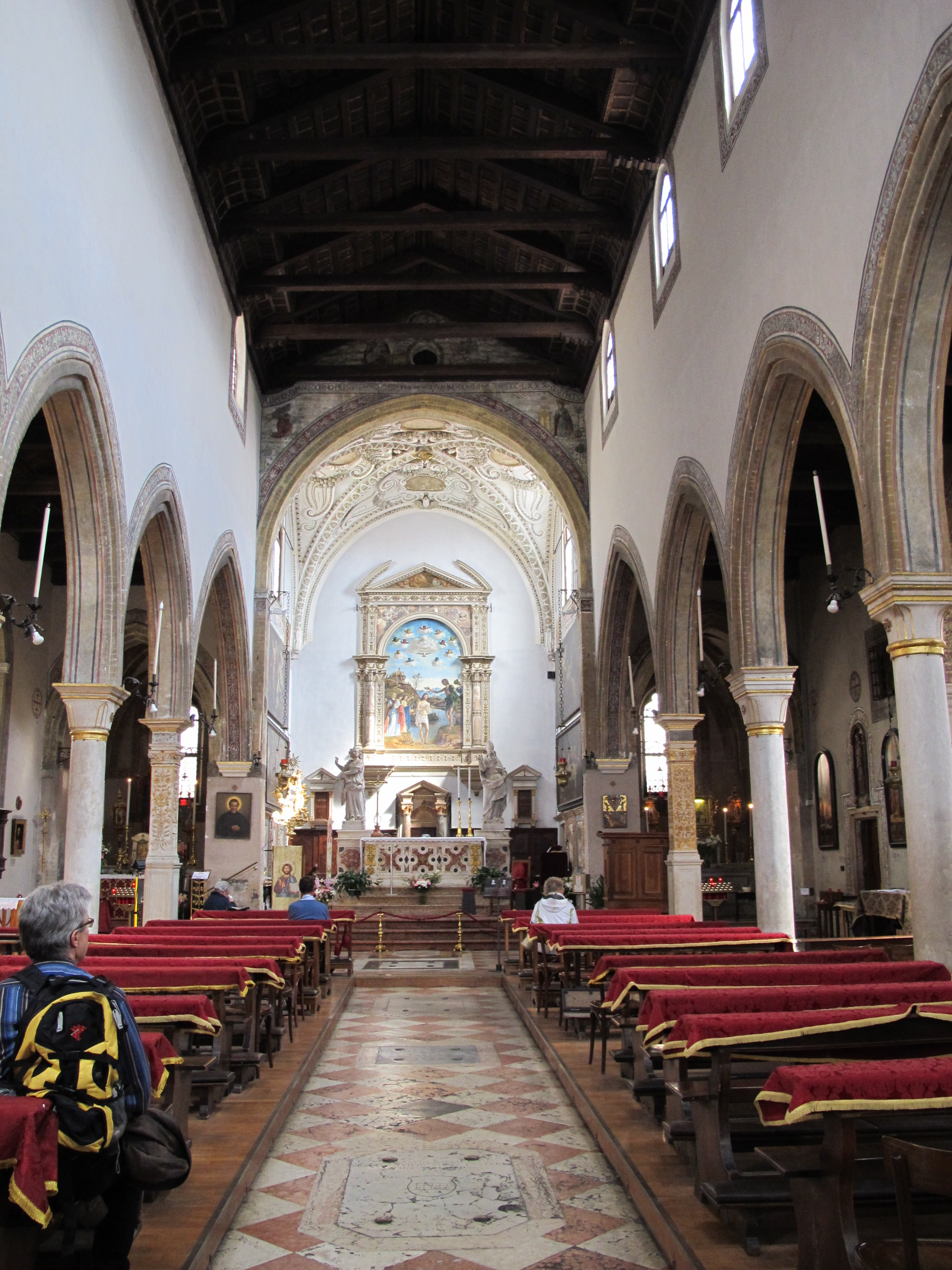
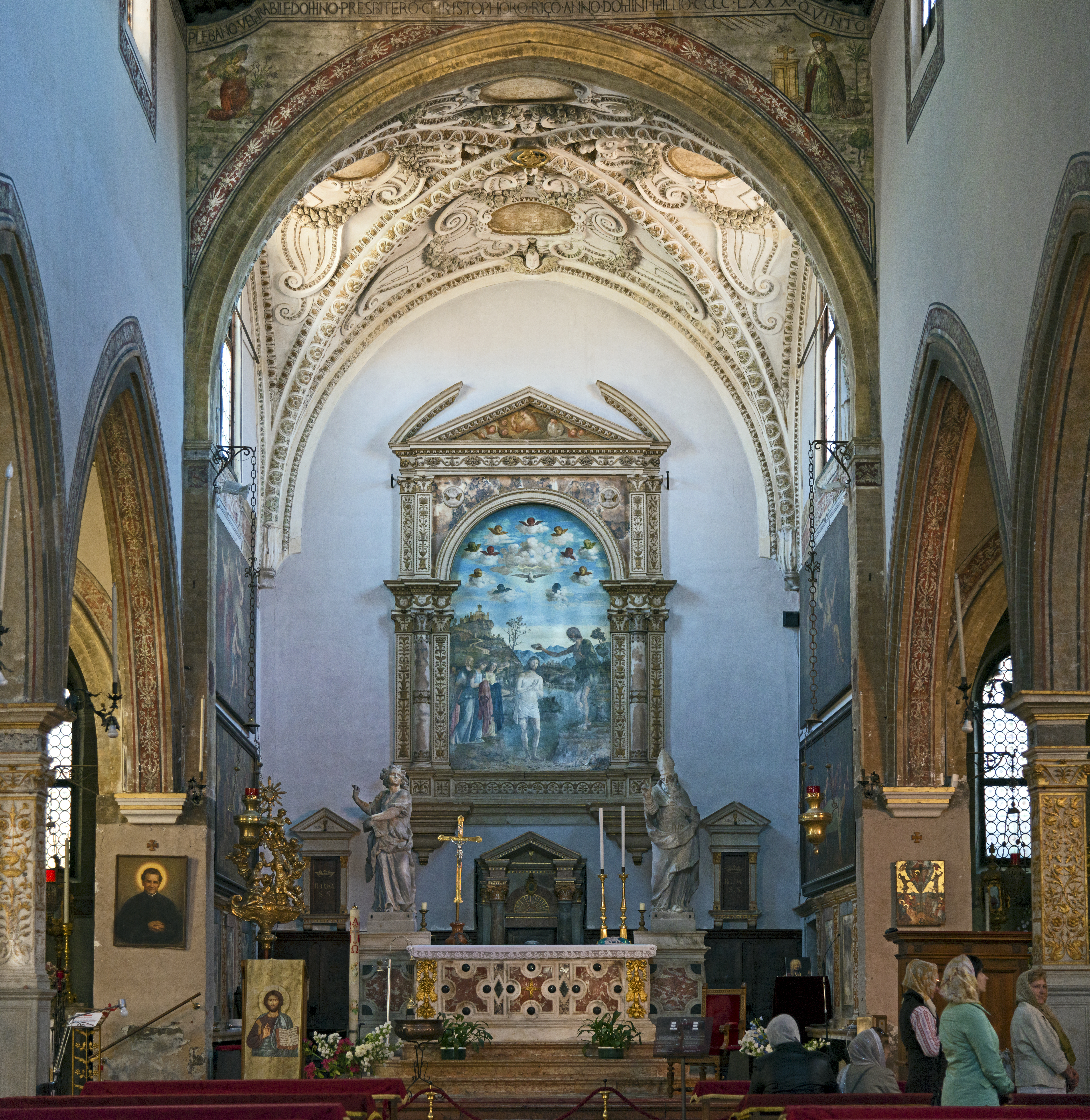
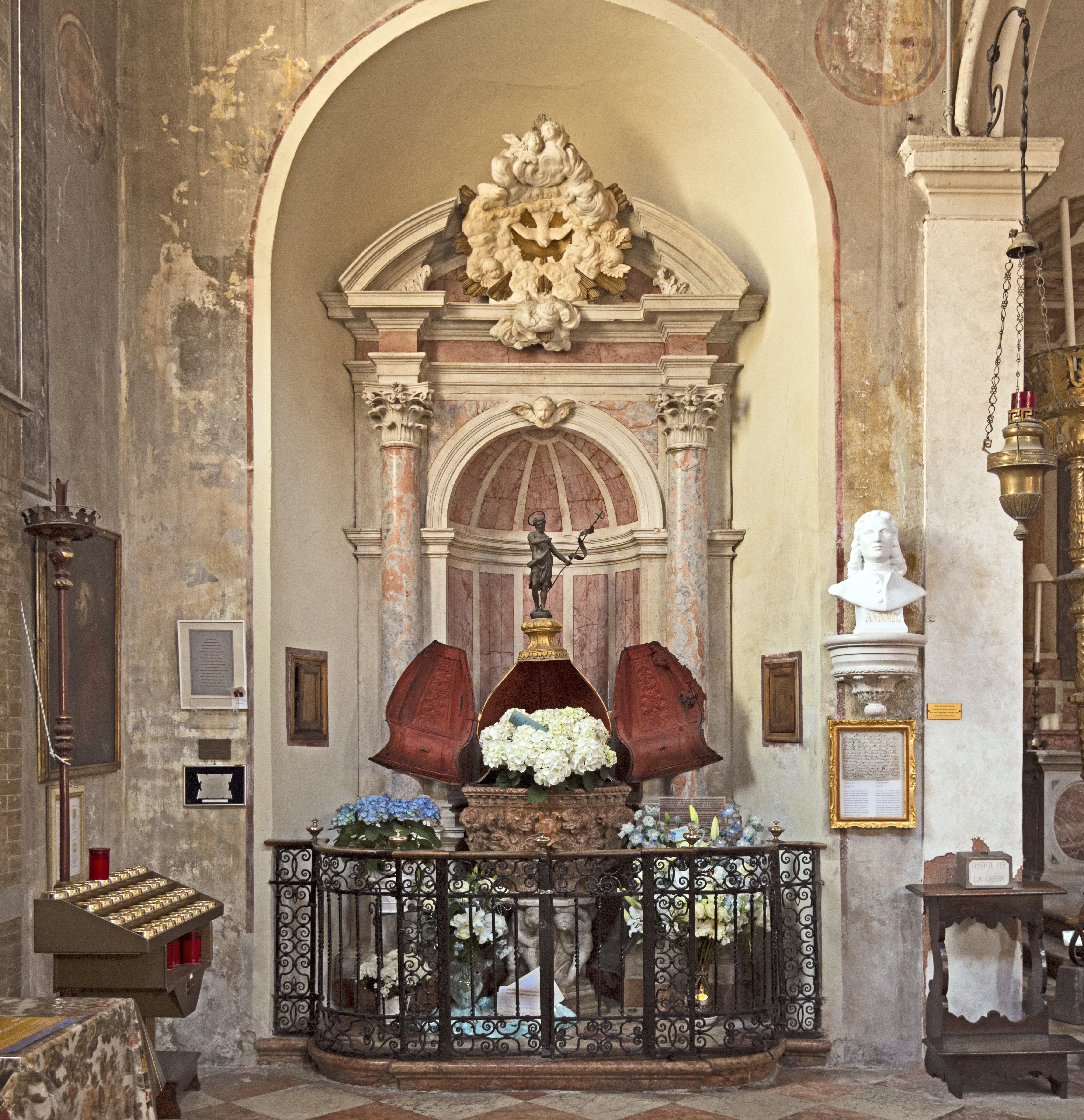
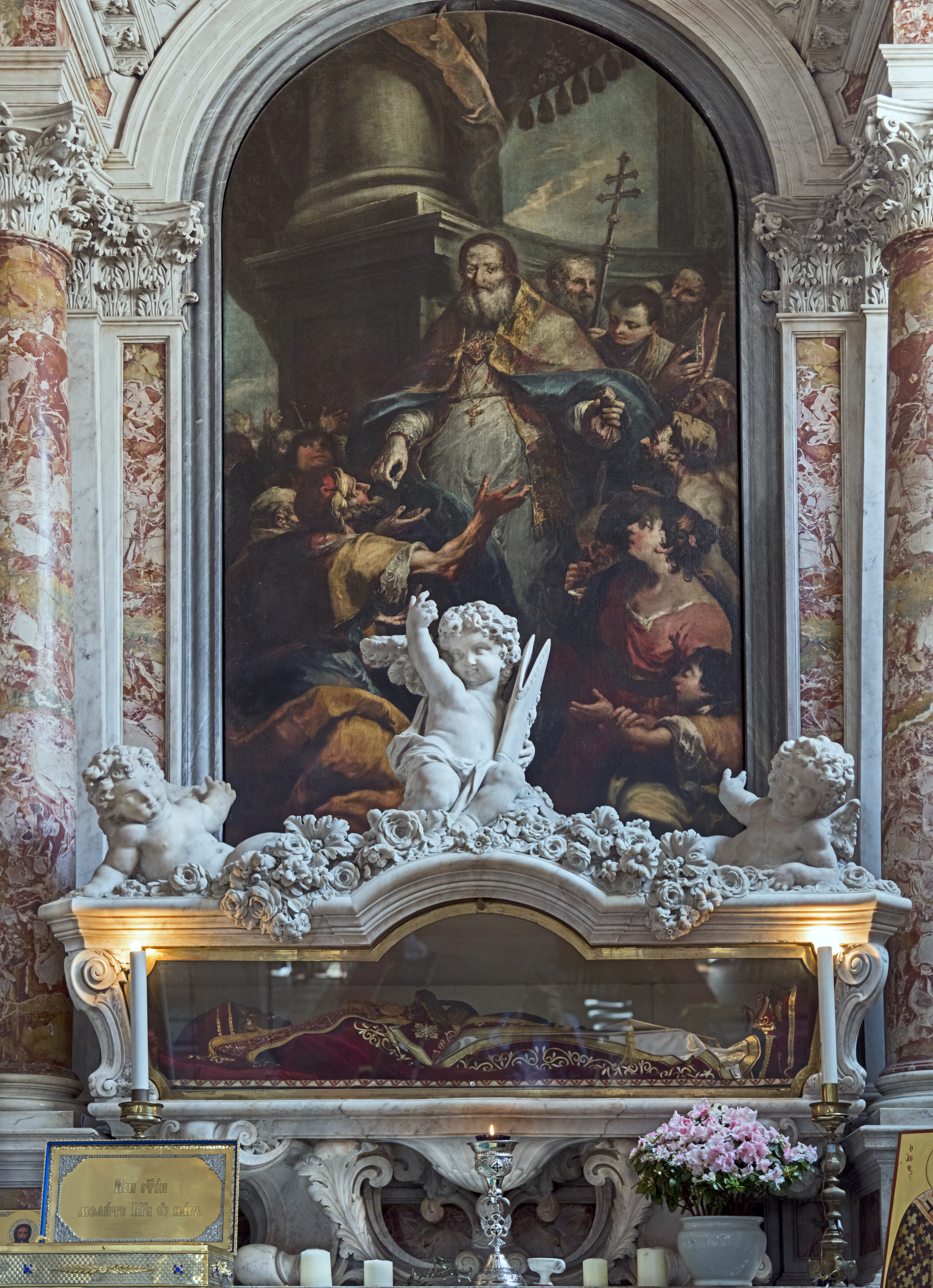
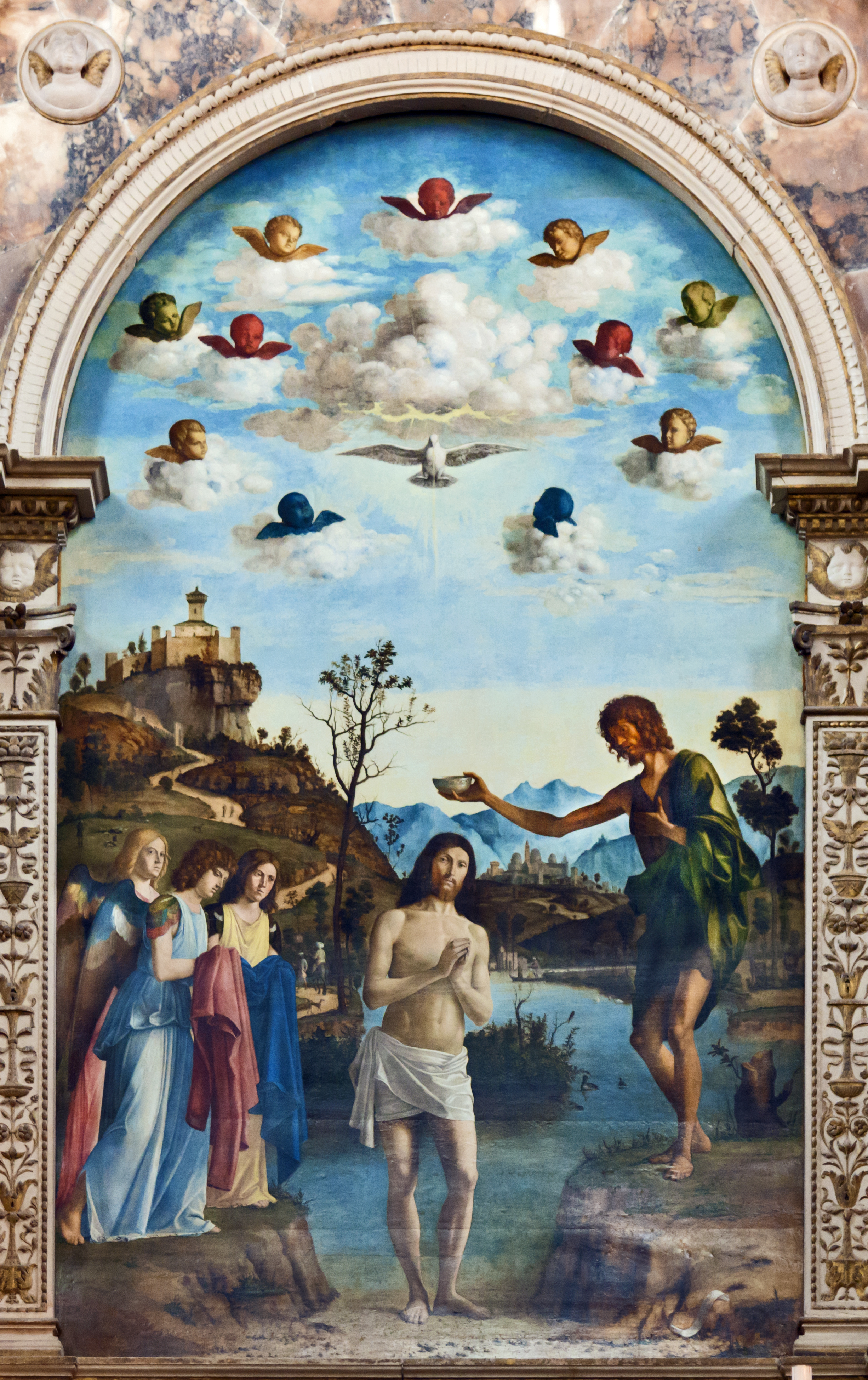
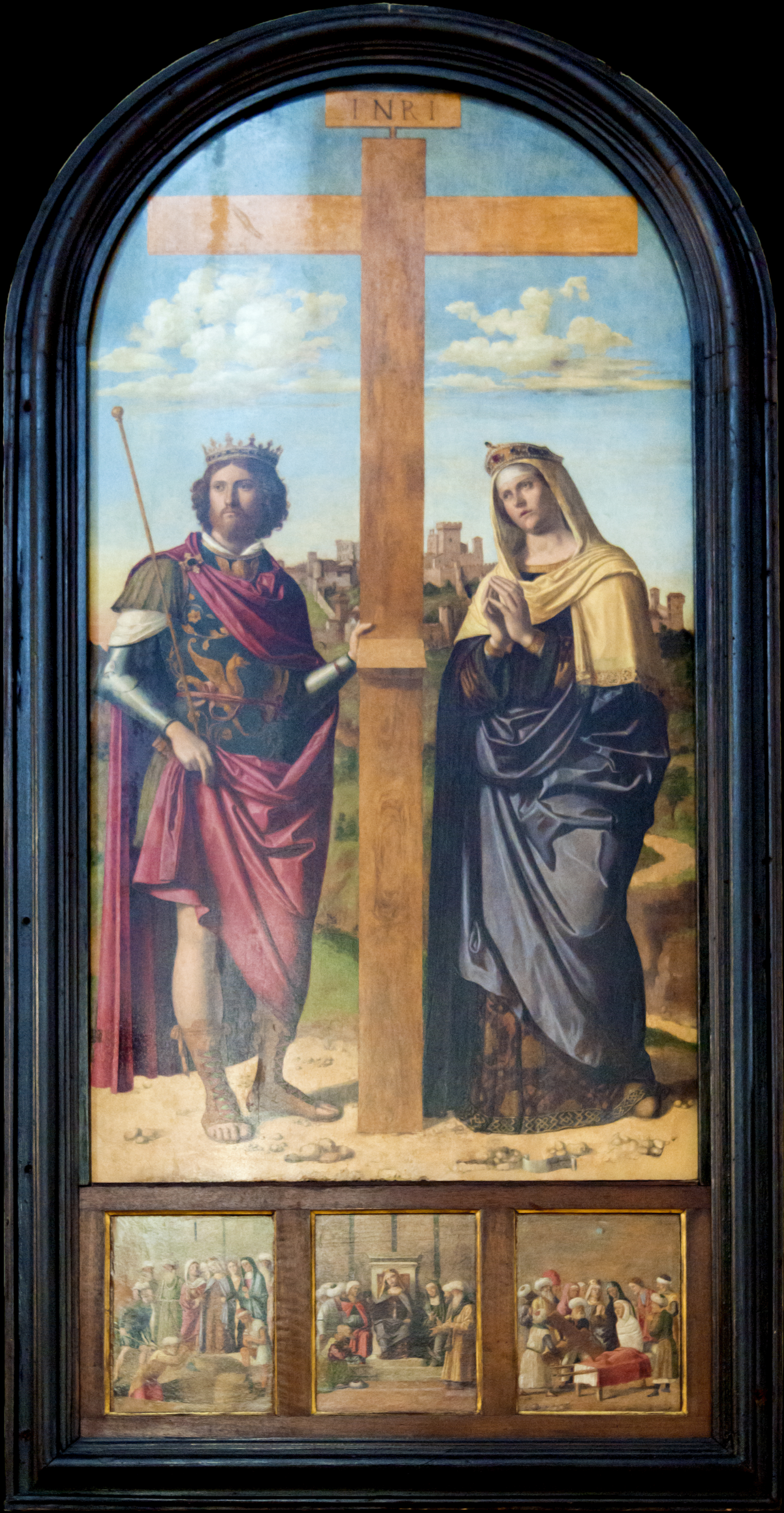
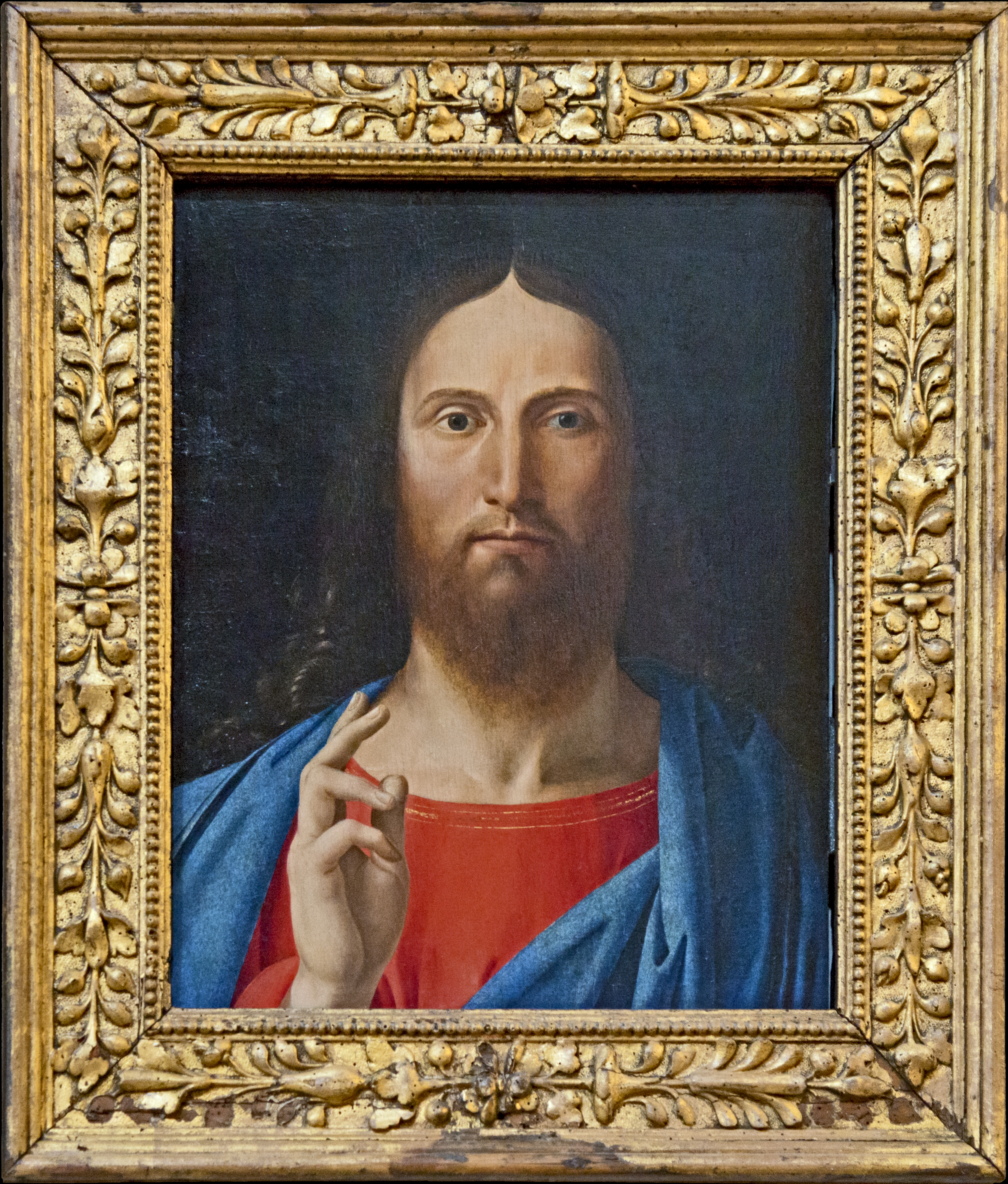
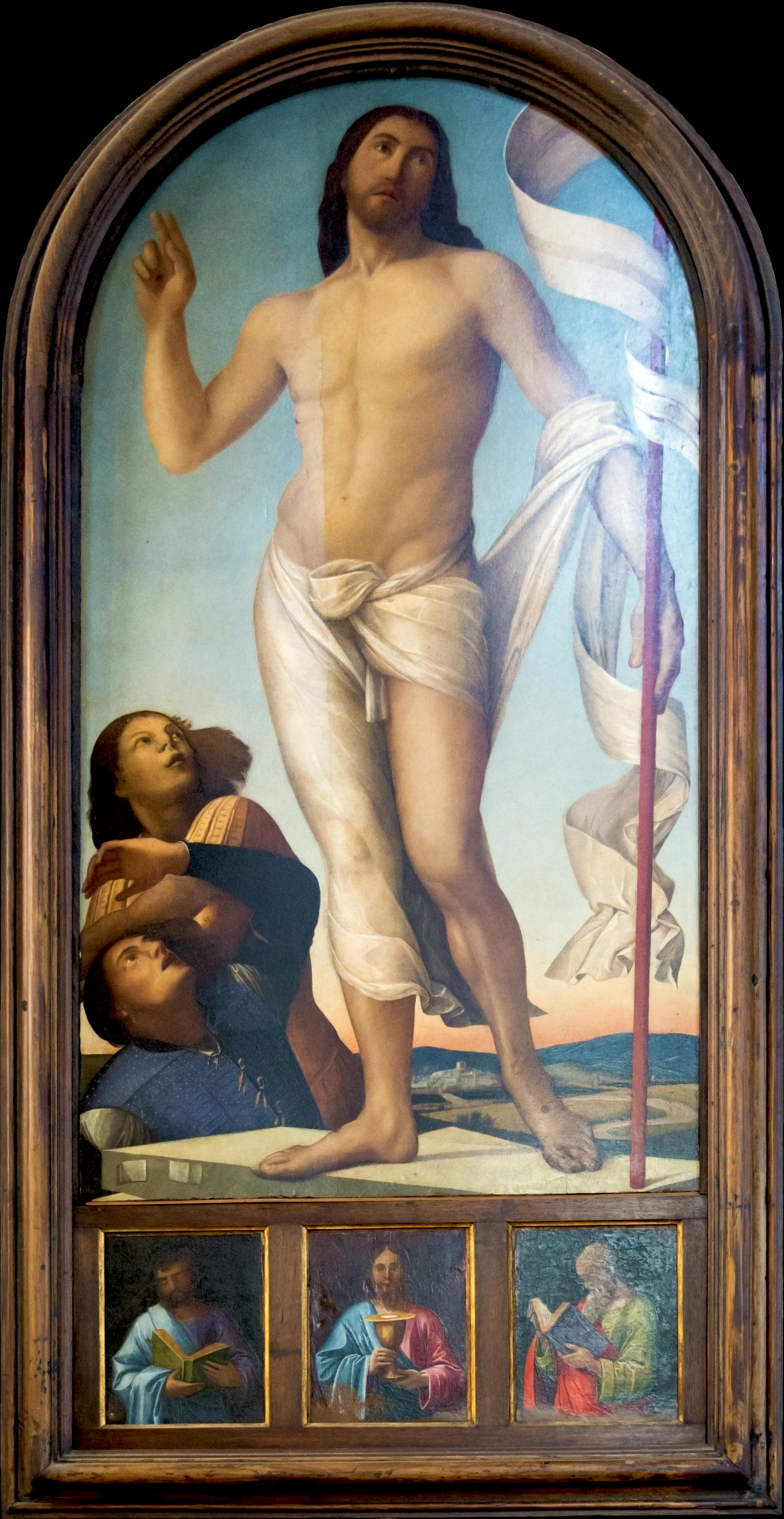
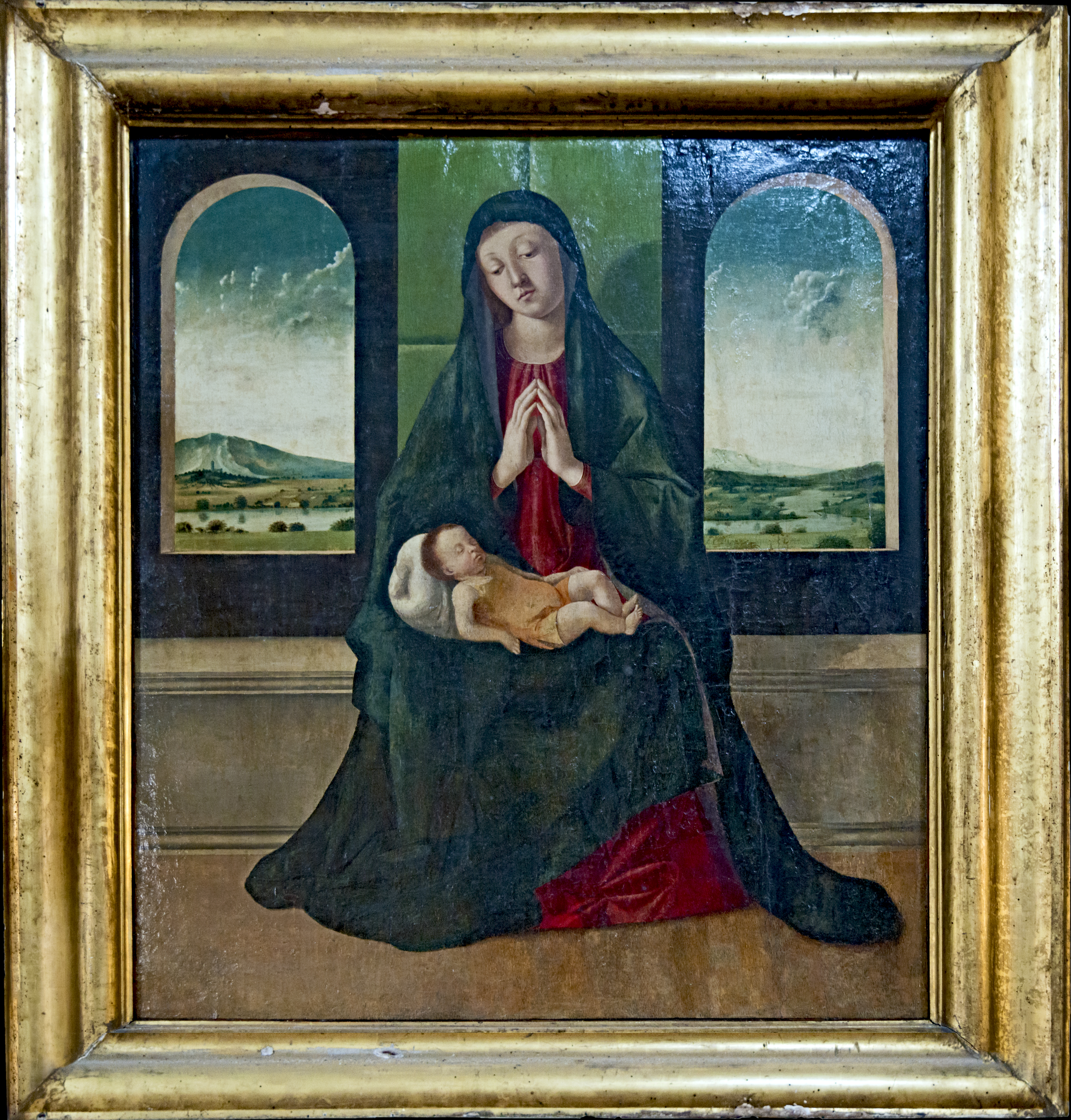
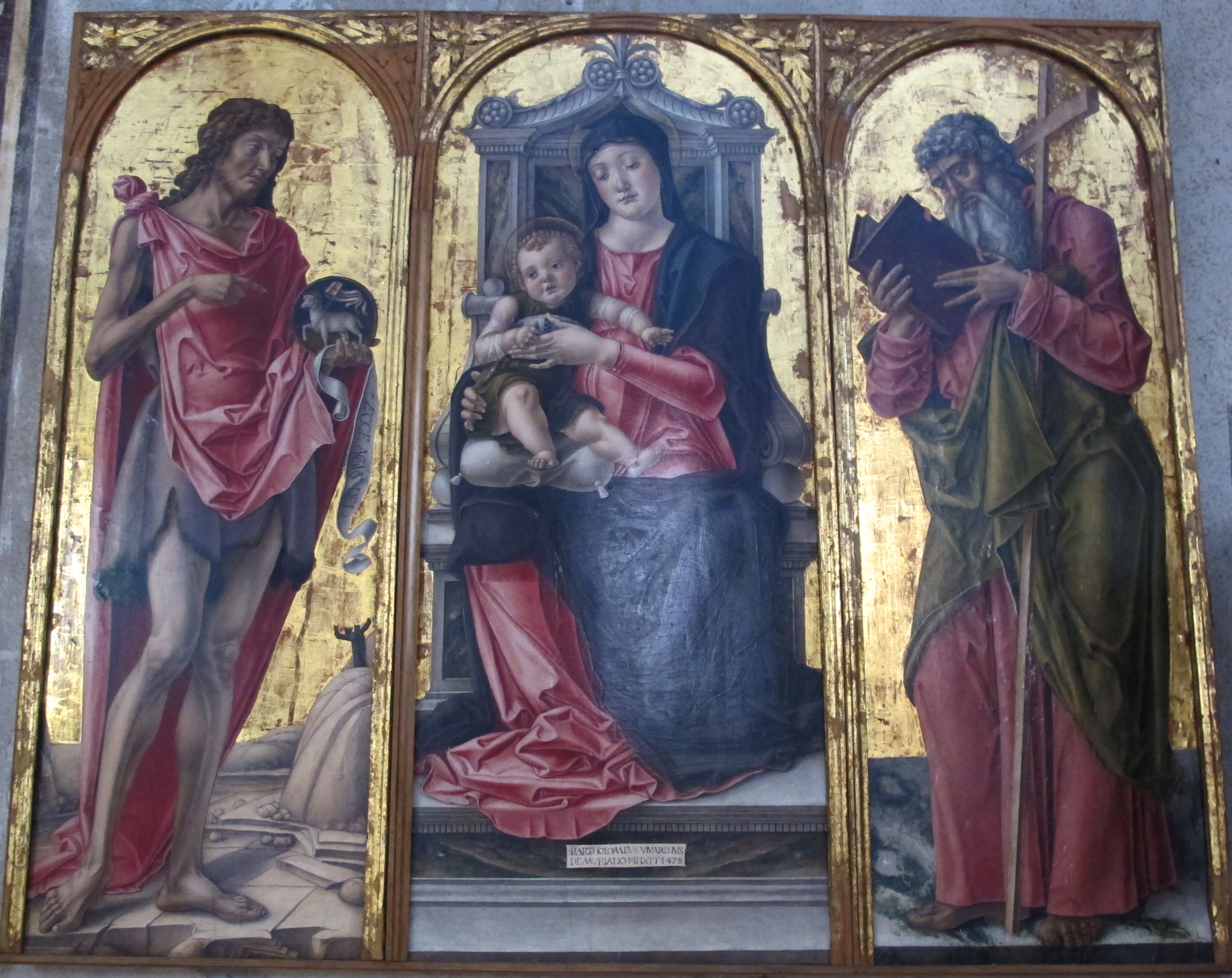